# Dohodnutý sňatek

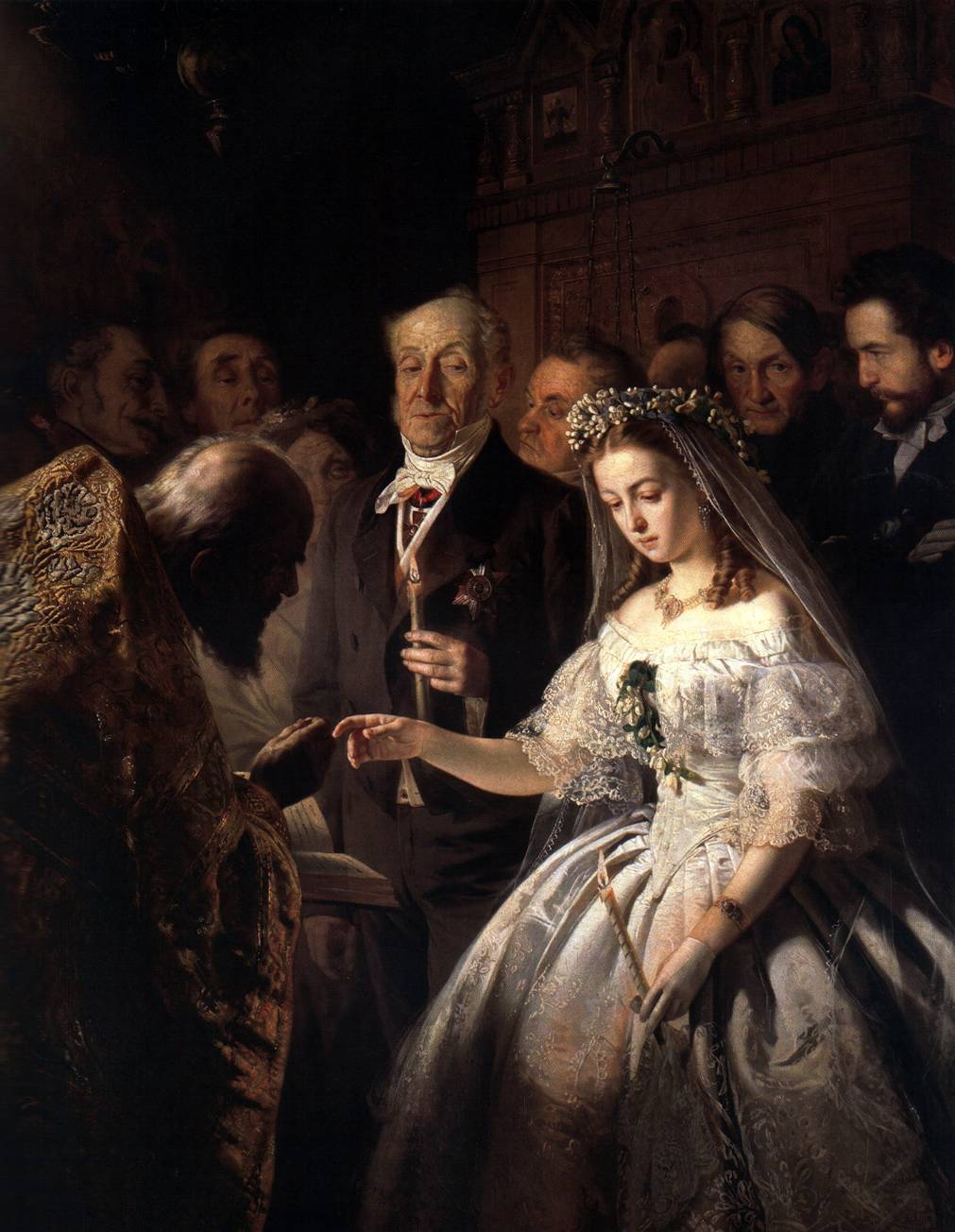
Nerovnoprávné manželství, malba Vasilije Pukirjeva z roku 1862

Dohodnutý sňatek nebo domluvený sňatek je typ manželského svazku, kdy nevěstu a ženicha vybírají především jiné osoby než sami snoubenci, zejména členové rodiny, například rodiče. V některých kulturách může být k nalezení partnera pro mladého člověka využit profesionální dohazovač.
Domluvené sňatky byly historicky významné v mnoha kulturách. Tato praxe je stále běžná v mnoha regionech, zejména v jižní Asii, na Blízkém východě, v severní Africe, v subsaharské Africe a na Kavkaze. V mnoha jiných částech světa tato praxe v průběhu 19. a 20. století výrazně poklesla.
Nucená manželství, která se praktikují v některých rodinách, odsuzuje i OSN. Odsuzována je zejména praxe nucených dětských sňatků. V jiných kulturách si lidé většinou vybírají partnera sami.

## Historie
Domluvené sňatky byly až do 18. století velmi rozšířené po celém světě. Sňatky obvykle domlouvali rodiče, prarodiče nebo jiní blízcí příbuzní a důvěrní přátelé. Jsou známy některé historické výjimky, jako například namlouvací a zásnubní rituály v období renesance v Itálii a Gandharva Vivah ve védském období v Indii.
Manželství v řecko-římském starověku bylo založeno na společenské odpovědnosti. Sňatky obvykle domlouvali rodiče, příležitostně se využívalo služeb profesionálních dohazovačů. Aby byl sňatek legální, musel otec nebo poručník ženy dát svolení vhodnému muži, který si mohl sňatek dovolit. Osiřelé dcery byly obvykle provdány za bratrance a sestřenice. Snoubenci se účastnili obřadu, který zahrnoval rituály, jako je sejmutí závoje. Muž byl obvykle omezen pouze na jednu manželku, ačkoli mohl mít tolik milenek, kolik si mohl dovolit.
Domluvené sňatky v Číně (baoban hunyin, 包办婚姻) – někdy nazývané „sňatky naslepo” (manghun, 盲婚) – byly před druhou polovinou 20. století normou. Sňatek byl vyjednáván a rozhodnut mezi rodiči a dalšími staršími členy dvou rodin. Chlapci a dívce bylo obvykle řečeno, že se mají vzít, a to bez námitek, i když se do svatebního dne nikdy neviděli.
Domluvené sňatky byly v Rusku normou před začátkem 20. století, většinou byly endogamní – uzavřené mezi členy téže skupiny.
Až do první poloviny 20. století byly domluvené sňatky běžné v rodinách přistěhovalců ve Spojených státech, mezi japonsko-americkými přistěhovalci se jim někdy říkalo „sňatky s nevěstou na obrázku”, protože ženich a nevěsta se znali pouze díky výměně fotografií před dnem svatby. Tyto sňatky mezi imigranty obvykle domlouvali rodiče nebo blízcí příbuzní ze země původu. Jak se přistěhovalci usazovali a splynuli s novou kulturou, domluvené sňatky se nejprve přesunuly ke kvazi-domluveným sňatkům, kdy rodiče nebo přátelé provedli seznámení a pár se před svatbou poznal. Postupem času se sňatky mezi potomky těchto přistěhovalců přesunuly k autonomním sňatkům, které se řídily volbou jednotlivce, preferencemi při randění a namlouvání a nárůstem sňatků mimo vlastní etnickou skupinu.
V prosperujících zemích se sociální mobilitou a rostoucím individualismem domluvených sňatků ubylo, nicméně domluvené sňatky se stále vyskytují v zemích Evropy a Severní Ameriky, mezi královskými rodinami, aristokraty a menšinovými náboženskými skupinami, jako je například umisťovací sňatek mezi fundamentalistickými mormonskými skupinami ve Spojených státech. Ve většině ostatních částí světa domluvené sňatky v různé míře a stále častěji v kvazi-domluvené formě pokračují spolu s autonomními sňatky.

## Srovnání
Dle odborných studií se manželství dělí do čtyř skupin:
- Nuceně sjednané manželství: rodiče nebo opatrovníci vybírají, jednotlivci nejsou konzultováni ani nemají možnost se před sňatkem vyjádřit.
- Konsensuální dohodnutý sňatek: rodiče nebo opatrovníci vyberou, pak se konzultují s jednotlivci, kteří zvažují a souhlasí, přičemž každý jednotlivec má právo odmítnout; někdy se jednotlivci setkávají – v rodinném prostředí nebo v soukromí – před zasnoubením a sňatkem jako ve zvyku šiduch u ortodoxních židů.
- Sňatek na základě vlastního výběru: jednotlivci si vybírají, poté jsou konzultováni s rodiči nebo opatrovníky, kteří zvažují a souhlasí, a kde mají rodiče nebo opatrovníci právo veta.
- Autonomní sňatek: jednotlivci si vybírají, rodiče nebo opatrovníci nejsou konzultováni ani nemají před sňatkem právo veta.

Gary Lee a Lorene Stonese domnívají, že většina manželství dospělých v nedávné moderní historii se nachází někde na škále mezi konsensuálním dohodnutým a autonomním manželstvím, částečně proto, že manželství je společenská instituce. Podobně Broude a Greene po prostudování 142 kultur po celém světě uvádějí, že 130 kultur má prvky dohodnutého manželství.
V některých společnostech byly pozorovány extrémní příklady nucených domluvených sňatků, zejména sňatky dětí mladších 12 let. Mezi příklady patří vani, které se v současnosti vyskytuje v některých kmenových/venkovských částech Pákistánu, a sňatek Shim-pua na Tchaj-wanu před rokem 1970 (Tongyangxi v Číně).

## Kontroverze
O domluvených sňatcích se mezi vědci vedou aktivní debaty. Diskutuje se o tom, zda jsou sjednané sňatky využívány ke zneužívání mezinárodního imigračního systému, k porušování lidských práv, zejména práv žen, zda přinášejí stabilnější manželství pro výchovu dětí a zda je v nich více či méně láskyplného, respektujícího vztahu pro manželský pár.

### Fiktivní manželství
Ve Velké Británii se ve veřejné diskusi objevily otázky, zda mezinárodní sjednaná manželství nejsou fiktivními sňatky bez úmyslu. Manželství může sloužit jako výhodný prostředek, jak získat pobyt a evropské občanství některým imigrantům či imigrantkám, kterým by jinak bylo odepřeno vízum pro vstup do země. Tyto obavy podnítily sledování rozvodů po splnění požadavku na minimální dobu pobytu v manželství. Poslankyně Ann Cryer ve svém návrhu britské dolní sněmovně uvedla příklady takového zneužívání ze strany západoasijských muslimských rodin. Podobnou kontroverzi s fingovanými dohodnutými sňatky zaznamenaly i Spojené státy.

### Lidská práva
Různé mezinárodní organizace, včetně UNICEF, vedou kampaně za zákony zakazující domluvené sňatky dětí, stejně jako nucené sňatky. Články 15 a 16 Úmluvy o odstranění všech forem diskriminace žen (CEDAW) se konkrétně týkají manželství a rodinného práva, které takový zákaz podporují.
Domluvené sňatky jsou předmětem diskusí a sporů. Aktivisté, jako například Charlotte Bunch, naznačují, že sňatky sjednané rodiči a dalšími členy rodiny obvykle předpokládají heterosexuální preference a zahrnují emocionální nátlak. To některé jedince žene do sňatků, k nimž dávají souhlas pod nátlakem, Bunch navrhuje, aby všechny sňatky byly autonomní.
Naproti tomu zabránění domluveným sňatkům může poškodit mnoho jedinců, kteří se chtějí vzít a mohou mít prospěch z účasti rodičů při hledání a výběru partnera. Například Willoughby naznačuje, že domluvená manželství fungují, protože odstraňují úzkost v procesu hledání partnerů. Rodiče, rodiny a přátelé poskytují nezávislý pohled, když se podílejí na poznávání a hodnocení druhé osoby, její minulost, chování a také vzájemnou kompatibilitu páru. Willoughby dále naznačuje, že rodiče a rodina poskytují více než jen vstupní informace v procesu prověřování a výběru. Často poskytují finanční podporu na svatbu, bydlení, emocionální podporu a další cenné zdroje pro pár, který prochází po svatbě do manželského života, a pomáhají s výchovou dětí.
Michael Rosenfeld tvrdí, že rozdíly mezi autonomními a domluvenými manželstvími jsou empiricky malé. Mnoho lidí se seznamuje, randí a vybírá si ke sňatku nebo soužití ty, kteří jsou jim podobní svým původem, věkem, zájmy a společenskou třídou, s níž se cítí být nejvíce spřízněni, což jsou faktory prověřování, které by většina rodičů stejně použila. Za předpokladu, že soubor, z něhož jsou partneři prověřováni a vybíráni, je velký. Rosenfeld naznačuje, že rozdíly mezi oběma přístupy k manželstvím nejsou tak velké, jak si někteří představují. Podobně jako Rosenfeld se vyjadřují i další.